# Saurauia seibertii
Saurauia seibertii är en tvåhjärtbladig växtart som beskrevs av Paul Carpenter Standley. Saurauia seibertii ingår i släktet Saurauia och familjen Actinidiaceae. Inga underarter finns listade i Catalogue of Life.